# Turul

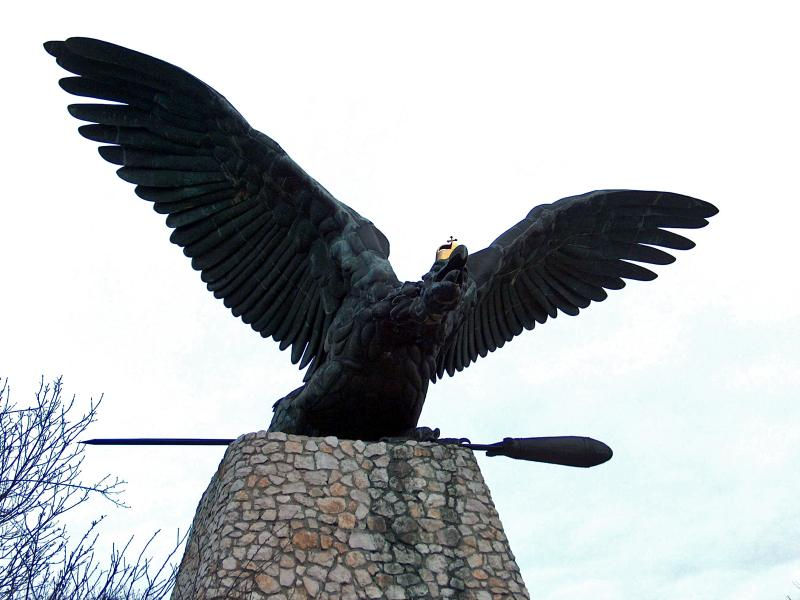
Ave Turul.
Estatua colosal en Tatabánya, Hungría.

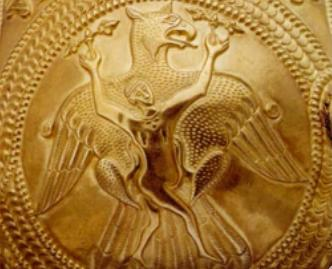
Emese y el Turul.
Tesoro de Nagyszentmiklós,
hoy en el Museo de Historia del Arte de Viena.

El ave mítica turul es según las antiguas leyendas húngaras, un enorme halcón o águila, que formaba parte intrínseca de la vida religiosa de este pueblo proveniente de Asia occidental.
Según el autor de la Crónica húngara, Simón Kézai en el siglo XIII, la imagen del turul formó parte del escudo de armas de los húngaros desde Atila el huno, hasta la época del príncipe Géza de Hungría, y el término provendría de togrul o turgul para designar al águila o halcón en el idioma turco.
Según la mitología húngara precristiana, el turul vivía en la cima del árbol de la vida, el cual contenía el universo. El ave cuidaba de las almas de los recién nacidos en forma de pequeños pájaros que vivían en la copa del árbol. El turul era el mensajero entre los dioses y los humanos, el guardián del orden y del equilibrio en el universo.
Cuando el príncipe húngaro Ügyek y su esposa Emese esperaban un hijo, sería el turul quien se le aparecería en sueños a Emese y le auguraría gran nobleza y éxito a su hijo, como nuevo líder de los húngaros. Por esto, el hijo de Emese sería conocido como Álmos (en húngaro: aquel del sueño). Álmos conduciría a los húngaros hacia Europa oriental, y su hijo Árpád se convertiría en el gran príncipe húngaro fundador de la dinastía de los Árpádes, a la cual perteneció san Esteban I de Hungría.